# 田中昭一 (千葉県の政治家)
田中 昭一（たなか しょういち、1937年（昭和12年）1月1日 - ）は、日本の政治家。元自由民主党衆議院議員（1期）である。

## 来歴
1937年、千葉県船橋市に生まれる。船橋市立法田中学校卒業。その後は農業に従事する。1971年（昭和46年）に船橋市議会議員に当選。後に1期を務めた。1975年（昭和50年）の千葉県議会議員に初当選し、後に6期を務め、1995年（平成7年）5月に千葉県議会議長に就任。
1996年（平成8年）の第41回衆議院議員総選挙にて千葉県第4区から自民党公認で立候補し、新進党現職の野田佳彦ら3人を破って当選した。特に、野田との差はわずか105票差であった。2000年（平成12年）の第42回衆議院議員総選挙では立候補せず、そのまま政界を引退した。2012年（平成24年）秋の叙勲で旭日章を受賞した。

## その他
- 自民党の派閥の清和会に所属していた。